# كاميلي نويل
كاميلي نويل هي عداءة سريعة كندية، ولدت في 14 أبريل 1974 في فانكوفر في كندا.

## وصلات خارجية
- كاميلي نويل على موقع الاتحاد الدولي لألعاب القوى (الإنجليزية)
- كاميلي نويل على موقع اللجنة الأولمبية الدولية (الإنجليزية)
- كاميلي نويل على موقع أوليمبيديا (الإنجليزية)
- كاميلي نويل على موقع اللجنة الأولمبية الكندية (الإنجليزية)